# Sabina Nowosielska
Sabina Józefa Nowosielska z domu Flaszyńska (ur. 14 lutego 1962 w Kędzierzynie-Koźlu) – polska menedżerka, działaczka sportowa i samorządowa, z wykształcenia chemiczka, od 2014 prezydent miasta Kędzierzyna-Koźla.

## Życiorys
Pochodzi z dzielnicy Azoty w Kędzierzynie-Koźlu. Jest córką Józefa Flaszyńskiego, byłego pracownika Energomontażu-Południe, oraz Łucji, z zawodu farmaceutki. Mężatka, matka dwóch córek Alicji (ur. 1988) i Joanny (ur. 1995).
Uczyła się w Szkole Podstawowej nr 3 im. Komisji Edukacji Narodowej w Kędzierzynie-Koźlu. W tym okresie trenowała łyżwiarstwo szybkie. Po ukończeniu II Liceum Ogólnokształcącego im. Mikołaja Kopernika w Kędzierzynie-Koźlu podjęła studia na Wydziale Chemii Uniwersytetu Jagiellońskiego w Krakowie. Po pierwszym roku studiów uzyskała licencję pilota wycieczek zagranicznych w języku angielskim i rosyjskim. Przez sześć lat była przewodnikiem turystycznym w Biurze Podróży i Turystyki „Almatur”. W międzyczasie została prezesem Akademickiego Klubu Turystyki Pieszej „Wibram”. Po ukończeniu studiów rozpoczęła w maju 1991 pracę w Zakładach Azotowych Kędzierzyn na stanowisku referenta, awansowała następnie na kierownika działu, po czym została dyrektorem handlowym. W latach 2006–2014 wchodziła w skład zarządu spółki, od 2012 zajmowała stanowisko wiceprezesa. Była współtwórczynią jednostki europejskiej organizacji producentów alkoholi OXO, na bazie której (łącząc ją z plastyfikatorami) utworzono później jednostkę gospodarczą Oxoplast. Pracowała również przy tworzeniu Grupy Azoty. Odbyła studia podyplomowe z zakresu zarządzania w Szkole Głównej Handlowej w Warszawie. Przez sześć lat była członkinią zarządu Polskiego Związku Przetwórców Tworzyw Sztucznych. Zasiadała w radach nadzorczych spółki Chemzak w Kędzierzynie-Koźlu (2003–2012) i Przedsiębiorstwa Transportowo-Spedycyjnego Autozak w Kędzierzynie-Koźlu (2009–2012).
W 2012 została prezesem klubu siatkarskiego ZAKSA Kędzierzyn-Koźle, zastępując ustępującego Kazimierza Pietrzyka. Sprowadziła do klubu argentyńskiego trenera Daniela Castellaniego. Wraz z nim zorganizowała drużynę siatkarzy, która zdobyła m.in. Puchar Polski i wicemistrzostwo Polski, a także zagrała w finale Ligi Mistrzów. W 2014 zrezygnowała z funkcji prezesa w związku z działalnością samorządową, zastąpił ją wówczas Mirosław Ptasiński.
W 2014 zaangażowała się w działalność polityczną i samorządową. W wyborach samorządowych w tym samym roku, startując z listy Platformy Obywatelskiej (pozostając osobą bezpartyjną), została wybrana na radną Sejmiku Województwa Opolskiego V kadencji. W tych samych wyborach kandydowała z ramienia PO również na stanowisko prezydenta Kędzierzyna-Koźla, zajmując w pierwszej turze drugie miejsce z wynikiem 25% głosów. W drugiej turze otrzymała 55% głosów, pokonując ubiegającego się o reelekcję Tomasza Wantułę. Urząd prezydenta objęła 8 grudnia 2014. W wyborach samorządowych w 2018 została wybrana na kolejną kadencję w pierwszej turze (startowała z własnego komitetu, przy poparciu Koalicji Obywatelskiej), otrzymując 54% głosów. Jej komitet wyborczy uzyskał wówczas większość w 23-osobowej radzie miasta. Startując w kolejnych wyborach samorządowych w 2024 na urząd prezydenta miasta z poparciem KO, uzyskała w pierwszej turze 49% głosów (pierwsze miejsce); w drugiej turze dostała blisko 54% głosów, pokonując Marka Piaseckiego. Jej komitet wyborczy ponownie uzyskał większość w radzie miasta.
W latach 2015–2019 była członkinią rady nadzorczej Kędzierzyńsko-Kozielskiego Parku Przemysłowego, a w 2019 weszła w skład organu nadzorczego spółki Czysty Region. Objęła również funkcję przewodniczącej Związku Międzygminnego Czysty Region. W 2016 została przewodniczącą zarządu utworzonego wówczas stowarzyszenia Kędzierzyńsko-Strzelecki Subregionalny Obszar Funkcjonalny. Objęła funkcję jednego z wiceprezesów stowarzyszenia Euroregion Pradziad, a także została członkinią prezydium parlamentu tej organizacji. Jako prezydent miasta została również przewodniczącą kapituły i objęła honorowy patronat nad dorocznym konkursem „Kozły  Biznesu”, organizowanym od 2017 przez Kędzierzyńsko-Kozielski Park Przemysłowy. W 2021 weszła w skład rady Muzeum Ziemi Kozielskiej w Kędzierzynie-Koźlu. 

## Odznaczenia i wyróżnienia
- 2011 – 30. miejsce w rankingu „100 Kobiet Biznesu” według dziennika „Puls Biznesu”[27]
- 2013 – Brązowy Krzyż Zasługi (nadany za zasługi w działalności na rzecz społeczności lokalnej)[28]
- 2016 – Nagroda „Złoty Klucz” przyznana za współpracę z organizacjami pozarządowymi przez tygodnik „Wprost”[29]
- 2022 – Tytuł „Lider z Powołania” przyznany przez kapitułę magazynu „Why Story”[30]
- 2023 – „Platynowy Laur  Umiejętności i Kompetencji” przyznany przez Opolską Izbę Gospodarczą[31]
- 2023 – Złota Odznaka Polskiej Ligi Siatkówki[32]
- 2024 – Złota Odznaka Honorowa Polskiego Związku Piłki Siatkowej[33]
- 2025 – Odznaka Honorowa za Zasługi dla Samorządu Terytorialnego[34]